# Björn Ulvaeus
Björn Kristian Ulvaeus (* 25. dubna 1945 Göteborg) je švédský textař, hudební skladatel, zpěvák, producent, kytarista, spisovatel a člen skupiny ABBA (1972–1982, opět 2021). Od roku 1966 nepřetržitě spolupracuje se svým přítelem a kolegou Bennym Anderssonem. S ním také napsal a zkomponoval muzikály Šachy (1984), Kristina från Duvemåla (1995) a Mamma Mia! (1999). V roce 2008 spoluprodukovali film Mamma Mia!, který se roku 2018 dočkal pokračování s názvem Mamma Mia! Here We Go Again. Björn Ulvaeus si v obou filmech i zahrál, zajímavostí však je, že pokaždé jinou postavu – ve filmu Mamma Mia! se objevil jako host na oslavě převlečený za satyra a v Mamma Mia! Here We Go Again ztvárnil profesora na univerzitě.
V posledních letech kritizuje volné stahování děl chráněných autorským právem na internetu. Dále je významným členem organizace Humanisterny, která je švédským zástupcem v Mezinárodní humanistické a etické unii (International Humanist and Ethical Union).

## Profesní život
Narodil se v Göteborgu, ale v dětství se s rodiči přestěhoval do Västerviku, kde vyrůstal. Na svou první kytaru začal hrát v jedenácti letech a již na základní škole spoluzaložil kapelu West Bay Singers. Roku 1963, kdy již měli uzavřený kontrakt s labelem Polar Music, došlo k přejmenování kapely na Hootenanny Singers. Po základní vojenské službě, kterou ukončil v roce 1967, studoval jeden semestr na stockholmské Lundově univerzitě obchod a právo, ovšem rozhodl se pro hudební kariéru.
V období 1966–1969 společně s Bennym Anderssonem psali a komponovali pro Bennovu formaci Hep Stars a jiné švédské umělce. Poté začali koncertovat společně pod názvem Benny & Björn, což se projevilo ve vydání prvního alba Lycka v roce 1970. O dva roky později 1972 byla založena skupina ABBA, poté co se rozhodli spojit se zpěvačkami Agnethou a Anni-Fridou. Jejich první vzájemné setkání proběhlo již v březnu 1969 během televizního natáčení nostalgického klipu, kdy Björn poznal zpěvačku-skladatelku Agnethu Fältskog a jen několik týdnů předtím se Benny seznámil se svojí budoucí ženou Anni-Fridou Lyngstad.
Následovala úspěšná desetiletá spolupráce v hudební skupině ABBA (1972–1982), která vstoupila v širší celosvětovou známost vítězstvím Velké ceny Eurovize v Brightonu roku 1974 s písní Waterloo. V roce 1983 se kapela dohodla na odpočinku. V letech 1983–1984 Björn a Benny pracovali na muzikálu Šachy. Po muzikálu Šachy Björn s Bennym vytvořili nový projekt Gemini se švédskou pěveckou dvojicí Karin & Anders Glenmark a vznikla dvě alba Gemini (1985) a Geminism (1987). 16. ledna 1986 po tříleté odmlce skupina ABBA ještě jednou a naposledy veřejně vystoupila ve švédské televizi. Poté již ke sjednocení nikdy nedošlo, oficiálně se však skupina nikdy nerozpadla. V roce 1993 Björn a Benny složili a nahráli popové album Shapes pro švédskou zpěvačkou Josefin Nilsson. Poté pokračovali v psaní a komponování muzikálů Kristina från Duvemåla (1995) a zatím posledního Mamma Mia! (1999), který je založený na písních ABBY.

## Osobní život
6. července 1971 se oženil se zpěvačkou Agnethou Fältskog. Z manželství vzešly dvě děti, dcera, pozdější zpěvačka Linda Ulvaeus (nar. 1973), a syn Peter Christian Ulvaeus (nar. 1977). V prosinci 1978 došlo k jejich rozvodu, přesto se dohodli, že oba dva budou nadále spolupracovat ve skupině ABBA.
Roku 1981 se Björn podruhé oženil s hudební publicistkou Lenou Kallersjö, se kterou má další dvě dcery, Emmu (nar. 1982) a Annu (nar. 1986). V období 1984–1990 žil s rodinou ve Spojeném království, kde založil se svým bratrem IT-firmu. V současnosti bydlí s rodinou ve Stockholmu.
Je také jedním ze čtyř spolumajitelů společnosti NoteHead, která produkuje hudební notový program Igor Engraver.

### Obvinění z daňového úniku
Ve Švédsku čelil obvinění[kdy?] z daňového nedoplatku 87 miliónů švédských korun, protože měl část zisků „prát“ přes offshorový daňový ráj na britském ostrově Man. Ačkoliv Ulvaeus s rozhodnutím nesouhlasil, částku zaplatil, přičemž nedošlo k formálnímu obvinění.